# Nantillé
Nantillé és un municipi francès situat al departament del Charente Marítim i a la regió de la Nova Aquitània. L'any 2007 tenia 323 habitants.

## Demografia

### Població
El 2007 la població de fet de Nantillé era de 323 persones. Hi havia 130 famílies de les quals 32 eren unipersonals (16 homes vivint sols i 16 dones vivint soles), 43 parelles sense fills, 35 parelles amb fills i 20 famílies monoparentals amb fills.
La població ha evolucionat segons el següent gràfic:
Habitants censats

### Habitatges
El 2007 hi havia 158 habitatges, 136 eren l'habitatge principal de la família, 16 eren segones residències i 6 estaven desocupats. 156 eren cases i 2 eren apartaments. Dels 136 habitatges principals, 109 estaven ocupats pels seus propietaris, 27 estaven llogats i ocupats pels llogaters i 1 estava cedit a títol gratuït; 1 tenia dues cambres, 19 en tenien tres, 32 en tenien quatre i 84 en tenien cinc o més. 107 habitatges disposaven pel capbaix d'una plaça de pàrquing. A 62 habitatges hi havia un automòbil i a 62 n'hi havia dos o més.

### Piràmide de població
La piràmide de població per edats i sexe el 2009 era:
| Homes | Edats   | Dones |
| ----- | ------- | ----- |
| 0     | 95 o +  | 0     |
| 0     | 90 a 94 | 0     |
| 0     | 85 a 89 | 0     |
| 4     | 80 a 84 | 8     |
| 8     | 75 a 79 | 12    |
| 12    | 70 a 74 | 8     |
| 12    | 65 a 69 | 8     |
| 8     | 60 a 64 | 8     |
| 4     | 55 a 59 | 8     |
| 16    | 50 a 54 | 12    |
| 4     | 45 a 49 | 8     |
| 8     | 40 a 44 | 4     |
| 8     | 35 a 39 | 12    |
| 20    | 30 a 34 | 8     |
| 8     | 25 a 29 | 4     |
| 0     | 20 a 24 | 12    |
| 4     | 15 a 19 | 4     |
| 8     | 10 a 14 | 0     |
| 12    | 5 a 9   | 8     |
| 4     | 0 a 4   | 8     |

## Economia
El 2007 la població en edat de treballar era de 198 persones, 131 eren actives i 67 eren inactives. De les 131 persones actives 117 estaven ocupades (63 homes i 54 dones) i 14 estaven aturades (11 homes i 3 dones). De les 67 persones inactives 27 estaven jubilades, 13 estaven estudiant i 27 estaven classificades com a «altres inactius».

### Ingressos
El 2009 a Nantillé hi havia 136 unitats fiscals que integraven 346 persones, la mediana anual d'ingressos fiscals per persona era de 14.233,5 €.

### Activitats econòmiques
Dels 16 establiments que hi havia el 2007, 1 era d'una empresa de fabricació d'elements pel transport, 1 d'una empresa de fabricació d'altres productes industrials, 7 d'empreses de construcció, 2 d'empreses de comerç i reparació d'automòbils, 1 d'una empresa d'hostatgeria i restauració, 2 d'empreses de serveis i 2 d'empreses classificades com a «altres activitats de serveis».
Dels 6 establiments de servei als particulars que hi havia el 2009, 2 eren paletes, 2 lampisteries i 2 electricistes.
L'any 2000 a Nantillé hi havia 19 explotacions agrícoles que ocupaven un total de 864 hectàrees.

## Poblacions més properes
El següent diagrama mostra les poblacions més properes.